# Benefits Supervisor Resting
Benefits Supervisor Resting ist ein Gemälde von Lucian Freud. Es ist das zweite Bild nach Evening in the Studio einer Serie von vier Akten, die zwischen 1993 und 1996 jeweils im Abstand von rund einem Jahr in Freuds Londoner Atelier entstanden sind. Aktmodell war immer Sue Tilley.

## Beschreibung
Sue Tilley ist in Aufsicht und extremer Nahsicht dargestellt. Sie hockt mit angezogenen Beinen schlafend in der Ecke eines Sofas. Die Arme sind breit und locker auf Rücken- und Armlehne des Sofas ausgebreitet, der Kopf kippt entspannt nach hinten auf die Rückenlehne, so dass dem Betrachter die Verletzlichkeit von Hals und Kehle fast demonstrativ vorgeführt wird. Die Sitzfläche des Sofas ist durch das Schwergewicht ihres Körpers tief eingedellt. Das von oben links hereinfallende Licht modelliert sanft ihren Körper und wirft nur wenige schwache Schatten. Anders als auf dem Vorgängerbild, wo sich die schwarzen Haare wie um ein Medusenhaupt ringeln, ist ihr Haar jetzt kurz geschnitten und die Schamhaare sind restlos entfernt.
Außer dem angeschnittenen, diagonal aus der Bildfläche herausragenden Sofa ist der Ausschnitt des Zimmers fast unmöbliert. Hinter dem Sofa steht an der Wand, von der auf der linken Seite nur ein schmaler heller Ausschnitt zu sehen ist, ein dreiteiliger schwarzer Wandschirm, der wie ein Triptychon wirkt. Der Verlauf der braunen Holzdielen ist gegenläufig zur Ausrichtung des Sofas.
Freud hat das Sofa eigens für Sue Tilley angeschafft, in der Sitzungsserie für Evening in the Studio (1993) hatte sie noch in sehr unbequemer Lage auf dem nackten Fußboden posieren müssen.

## Geschichte
Das Bild wurde von Freuds New Yorker Galerie – den Acquavella Galleries – an einen privaten Sammler verkauft und aus Privatbesitz am 13. Mai 2015 bei Christie’s in New York für 56.165.000 Dollar versteigert. Das ist der höchste Preis, der bis dahin für ein Bild von Lucian Freud in einer Auktion erzielt werden konnte.